# OK Computer
OK Computer — третий студийный альбом британской рок-группы Radiohead, выпущенный в 1997 году на лейблах Parlophone и Capitol Records.
Пластинка была записана в несколько этапов с 1996 по 1997 год и спродюсирована музыкантами самостоятельно при участии Найджела Годрича. Во время работы над этим альбомом группа преднамеренно отошла как можно дальше от гитарного звучания и рефлексивного стиля своего предыдущего диска — The Bends. Абстрактные тексты OK Computer в сочетании с многослойным звуком и широким спектром влияний различных музыкальных жанров заложили основу для последующих, более экспериментальных записей группы.
Первоначально руководство американского лейбла группы — Capitol — считало альбом нерентабельным и прогнозировало ему финансовый провал. Тем не менее OK Computer оказался очень успешным — он возглавил UK Albums Chart и добрался до 21-го места в хит-параде Billboard 200, продемонстрировав лучшие показатели для группы в США. В поддержку альбома было выпущено четыре сингла: «Paranoid Android», «Karma Police», «Lucky» и «No Surprises», которые также были популярны на радио. Альбом способствовал росту международной популярности Radiohead и разошёлся тиражом более 4,5 миллиона копий.
OK Computer получил широкое признание со стороны музыкальных критиков и отмечался как один из величайших альбомов в истории индустрии. Исторически выпуск OK Computer ознаменовал начало снижения популярности брит-попа в пользу более меланхоличного и атмосферного альтернативного рока, который занял одно из центральных мест на музыкальной сцене Британии в следующем десятилетии. Интерес общественности к содержанию альбома послужил поводом для анализа основных тем пластинки: повального потребительства, социального отчуждения, эмоциональной изоляции и политических проблем государства; в этом контексте OK Computer интерпретируется как альбом, опередивший своё время и предвосхитивший настроения XXI века.
В 2003 году альбом занял 162-ю позицию в списке журнала Rolling Stone «500 величайших альбомов всех времён». В 2015 году Библиотека Конгресса США отметила альбом как «культурно, исторически или эстетически значимую» запись и внесла его в Национальный реестр звукозаписи.

## Предыстория

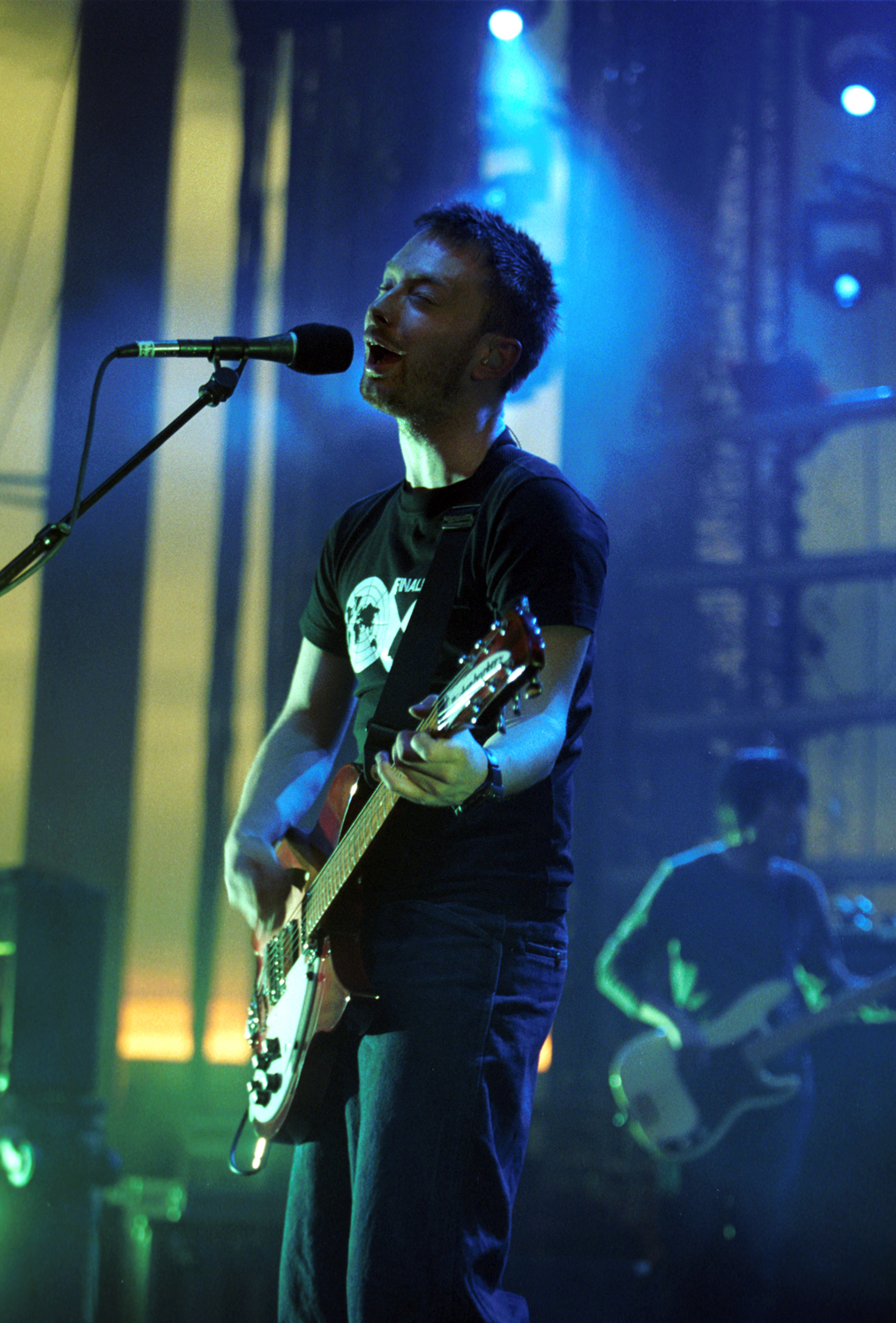
Том Йорк и Radiohead стремились к менее меланхоличной атмосфере, по сравнению с их предыдущим альбомом

В 1995 году Radiohead проводили гастрольный тур в поддержку своего второго альбома — The Bends. В середине турне Брайан Ино предложил группе записать песню для The Help Album — благотворительного сборника, организованного фондом War Child. По замыслу авторов, The Help Album должен был быть записан за один день (4 сентября 1995 года) и выпущен на той же неделе. Группа записала песню «Lucky» за пять часов, музыкантам помогал звукоинженер Найджел Годрич, ранее ассистировавший продюсеру Джону Леки во время работы над The Bends, а также самостоятельно спродюсировавший несколько би-сайдов Radiohead. Позже Годрич так отзывался об этих сессиях: «Подобные вещи самые вдохновляющие — ты всё делаешь быстро, и тебе нечего терять. Мы расстались в состоянии эйфории. Поэтому, когда мы наладили рабочие отношения, я надеялся, что поучаствую в создании следующего альбома». «Lucky» был выбран в качестве ведущего сингла для продвижения The Help Album на радио, но поднялся только до 51-го места в чарте UK Singles Chart из-за того, что BBC Radio 1 бойкотировало песню в своём эфире. Хотя это было разочарованием для фронтмена группы — Тома Йорка, он позже говорил: «„Lucky“ был примером того, к чему мы стремились. Он был чем-то вроде пробы пера». Мелодия трека отражала новое, формирующееся звучание группы и общее настроение их предстоящего альбома.
В январе 1996 года музыканты решили сделать перерыв в турне из-за накопившегося стресса. Они решили делать свой новый материал как можно менее похожим на интроспективный стиль The Bends. Барабанщик Фил Селуэй вспоминал: «[На The Bends] было очень много самокопания. Повторить то же самое ещё в одном альбоме было бы мучительно скучно». В тот период Йорк (основной автор текстов группы) так описывал мотивацию коллектива: «Мы могли бы пойти по нахоженному пути и записать ещё один депрессивный альбом с меланхоличным содержанием, но я этого совершенно не хочу. Так что я специально записываю всё хорошее, что я слышу и вижу. Я ещё не готов всё это положить на музыку, но не хочу форсировать события».
Успех The Bends придал группе достаточно уверенности, чтобы продюсировать третий альбом самостоятельно. Руководство лейбла Parlophone выделило музыкантам бюджет в размере 100 000 фунтов на покупку звукозаписывающей аппаратуры. Гитарист Джонни Гринвуд вспоминал: «Тогда мы знали наверняка лишь то, что хотим записывать альбом вдали от города и делать это самостоятельно». Второй гитарист Эд О’Брайен рассказывал: «Все говорили нам, что мы продадим шесть или семь миллионов дисков, если запишем The Bends II, поэтому мы решили: „Мы не пойдём у них на поводу и сделаем всё наоборот!“». Лейбл предложил музыкантам на выбор ряд ведущих продюсеров того времени, включая одного из самых известных специалистов инди-сцены — Скотта Литта, однако группа предпочла Годрича. Во время подготовки к сессиям музыканты неоднократно советовались с ним по поводу выбора студийного оборудования (именно он предложил группе приобрести ревербератор у Джоны Льюи). Хотя Годрич намеревался сосредоточиться на продюсировании электронной музыки и ограничиться ролью консультанта на этом диске, по мере продвижения записи его роль становилась более заметной, и он стал сопродюсером.

## Запись

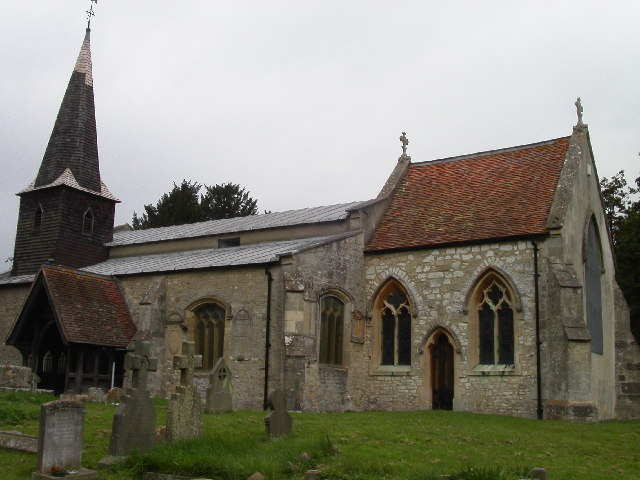
Сессии стартовали в сарае, переделанном под студию, близ города Дидкот, находящегося в 16 км от Оксфорда (на фото изображена городская церковь)

В июле 1996 года Radiohead приступили к записи OK Computer в собственной студии Canned Applause — переделанном из сарая помещении близ города Дидкот. Несмотря на отсутствие ограничения по времени, которое вызывало психологический прессинг во время записи The Bends, группа всё ещё испытывала творческий дискомфорт. Селуэй объяснял это отсутствием полноценного продюсера: «Мы бросались от одной песни к другой, а когда заканчивались идеи, переходили к новой песне… Глупость заключалась в том, что делали это, когда предыдущий трек был уже почти готов, несмотря на уже вложенный в него труд». По словам О’Брайена, все участники имели практически равное влияние на творческий процесс, однако у Йорка всё ещё был «самый весомый голос». Музыканты обладали практически полной творческой свободой в развитии собственных идей, но в то же время не стеснялись критиковать работу друг друга. Роль Годрича как сопродюсера представляла собой нечто среднее между полновесным партнёром и советником со стороны. По его словам, «рядом с Radiohead, особенно когда они играют вместе, должен находиться независимый человек, способный подсказать им, когда получается удачно… Я подстёгиваю людей, когда они не хотят принимать на себя ответственность, — само понятие „продюсировать“ означает брать на себя ответственность за запись… Моя работа — обеспечить, чтобы они донесли свои идеи до слушателя». Впоследствии Годрич продюсировал все альбомы коллектива и получил прозвище «шестой участник Radiohead».
Тем не менее вскоре группа решила сменить студию. Причиной послужили местонахождение помещения и его внутренняя обстановка: так, Йорк считал, что Canned Applause находится слишком близко от домов музыкантов, а Джонни Гринвуду не нравилось отсутствие столовой и ванных комнат. На тот момент группа почти закончила четыре песни: «Electioneering», «No Surprises», «Subterranean Homesick Alien» и «The Tourist». По просьбе руководства Parlophone музыканты сделали перерыв в работе, чтобы провести небольшое американское турне с Аланис Мориссетт. Всего было отыграно 13 концертов, по ходу которых группа исполняла черновые версии новых песен. Одна из них, «Paranoid Android», в начале турне длившаяся 14 минут с длинными соло на органе, к моменту выхода альбома была сокращена примерно до шести минут.
Во время гастролей к Radiohead обратился режиссёр Баз Лурман, предложивший группе написать песню для его фильма «Ромео + Джульетта», предоставив в их распоряжение материал последних 30 минут ленты. Йорк вспоминал: «Как только мы увидели сцену, в которой Клэр Дэйнс держит кольт 45 калибра у виска, мы немедленно приступили к работе». Результатом стала композиция «Exit Music (For a Film)», которая звучала в титрах фильма, однако по просьбе группы не была включена в альбом с саундтреком. Спустя годы Йорк рассказывал, что эта песня помогла сформировать направление остальной части альбома: «Это была первая композиция из всего записанного нами, где каждая нота вызывала у меня головокружение, — музыка, которой я гордился, музыка, которую я мог включить очень, очень громко и ни разу не поморщиться».

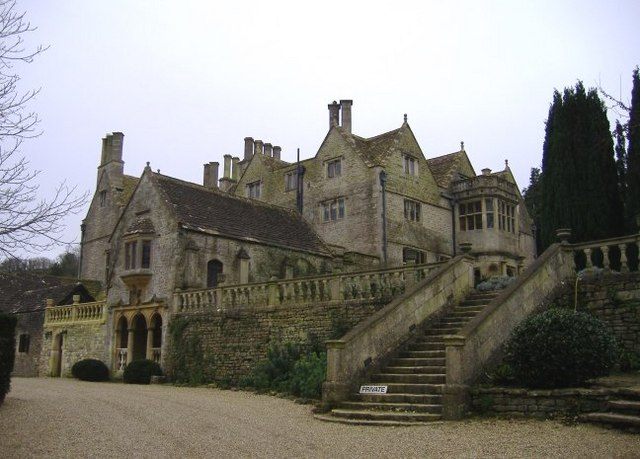
Бо́льшая часть альбома была записана в период с сентября по октябрь 1996 года в имении St Catherine’s Court, неподалёку от города Бат, графство Сомерсет

В сентябре 1996 года группа возобновила сессии в St Catherine’s Court, старинном особняке близ города Бат, владелицей которого являлась актриса Джейн Сеймур. На тот момент помещение пустовало практически регулярно, лишь иногда в нём проводились корпоративные мероприятия. Перемена обстановки стала важным фактором в рабочем процессе. Сравнивая обстановку особняка с предыдущей студией, Гринвуд заявил, что «теперь всё меньше походило на лабораторный эксперимент, как обычно ощущается работа в студии, и больше — на группу людей, записывающих свой первый диск».
Музыканты много экспериментировали с акустикой, используя для этого различные помещения особняка. Так, для достижения эффекта естественной реверберации в композиции «Exit Music (For a Film)» вокал Йорка записывался на каменной лестнице, а для придания нужной атмосферы голосу фронтмена в «Let Down» использовался танцевальный зал, и запись проходила глубокой ночью. Изоляция от внешнего мира позволила музыкантам работать в комфортном для них темпе — с более гибким графиком. О’Брайен вспоминал, что сильней всего музыкантов нервировал сам факт того, что запись предстоит закончить: «Нам не ставили крайних сроков, у нас была полная свобода действий. Но мы оттягивали процесс, потому что были слегка напуганы самим фактом, что рано или поздно придется заканчивать». В конце сессий Йорк остался удовлетворён качеством записей в особняке — ему нравилось работать без сепарации аудио, так как это не требовало раздельного овердаббинга инструментов. О’Брайен также остался доволен результатом, поскольку, по его оценке, около 80 % материала было записано вживую: «Я терпеть не могу овердаббинг, в нём просто нет ощущения естественности… Когда ты играешь вживую, происходит не́что особенное — люди смотрят друг на друга и понимают, что они часть единого механизма». Многие вокальные партии Йорка были записаны с первого дубля — фронтмен считал, что если он будет предпринимать много попыток, то «начнёт слишком много думать, и в итоге прозвучит совершенно беспомощно».
В октябре Radiohead отправились в Canned Applause, чтобы провести несколько репетиций. После этого они вернулись в St. Catherine’s Court, где закончили оставшуюся часть альбома. К Рождеству музыканты определились со списком композиций, сократив его до 14-ти песен. Струнные аранжировки были записаны в январе следующего года на студии «Эбби-Роуд». Там же проходил мастеринг пластинки, а микширование производилось на нескольких лондонских студиях в течение следующих двух месяцев. Годрич выбрал быстрый и минималистичный подход к микшированию, объясняя: «Мне кажется, я слишком увлекаюсь процессом. Начинаю возиться с треками и порчу их… Обычно на один микс уходит половина дня. Если получается дольше — всё насмарку. Труднее всего сохранять свежий взгляд, чтобы оставаться объективным».

## Музыка и тематика песен

### Стиль и влияние

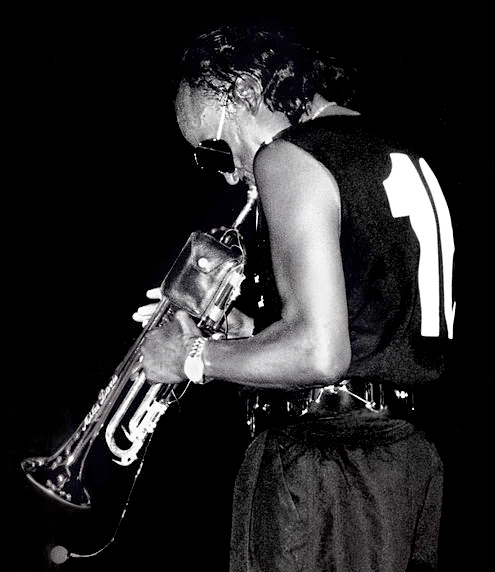
Жанр джаз-фьюжн музыканта Майлза Дэвиса оказал большое влияние на содержание OK Computer

По словам Йорка, отправной точкой в создании альбома был «невероятно плотный и ужасающий звук» Bitches Brew — авангардистского альбома Майлза Дэвиса в стиле джаз-фьюжн. В интервью журналу Q он так описывал Bitches Brew: «Чувство было такое, как будто вы что-то создаёте, а потом видите, как оно разваливается на части — в этом была его прелесть. В этом была суть того, к чему мы стремились, записывая OK Computer». Также фронтмен отметил композиции «I’ll Wear It Proudly» Элвиса Костелло, «Fall on Me» R.E.M., «Dress» Пи Джей Харви и «A Day in the Life» The Beatles как наиболее повлиявшие на материал нового диска. Помимо этого источниками вдохновения для Radiohead послужили техника записи композитора Эннио Морриконе и краут-рок группы Can, чей стиль Йорк описал как «надругательство над процессом звукозаписи».
По словам фронтмена, Radiohead пытались добиться «атмосферы, которая была бы слегка шокирующей при первом прослушивании, но не более шокирующей, чем в альбоме Beach Boys Pet Sounds». К традиционному набору инструментов музыканты добавили электрофортепиано, меллотрон, глокеншпиль, виолончель и другие классические струнные, а также электронные эффекты. Джонни Гринвуд так описал этот экспериментаторский подход: «Мы понимаем, что у нас назревает потрясающая песня, но никто не знает на 100 %, на каких инструментах она будет исполняться». Один из публицистов охарактеризовал звучание OK Computer как: «самодеятельную электронику в гитарном исполнении».

### Тексты
Тексты, написанные Йорком для OK Computer, были более абстрактными по сравнению с эмоциональным и интимным содержанием The Bends. По мнению критика Алекса Росса, «они походили на смесь подслушанных сплетен, профессионального жаргона и отрывков из депрессивного дневника» с «образами ОМОНА на политических съездах, тоскливой жизни в чистеньких пригородах, истеричных яппи и полных жалости инопланетян, пролетающих над всем этим». В текстах альбома неоднократно поднимались темы транспорта, технологий, безумия, смерти, современного британского быта, глобализации и антикапитализма. Сам Йорк говорил: «В этом альбоме окружающий мир был таким, какой он есть… Я просто делал моментальные снимки мира вокруг меня, который менялся слишком быстро». В одном из интервью он объяснил более развёрнуто: «Процесс сочинения был похож на скрытую камеру внутри комнаты, снимающую входящих в неё людей — нового персонажа в каждой песне. Эта камера — это не совсем я. Она нейтральна и лишена чувств. Но не лишена их совершенно. На самом деле, как раз наоборот».
Источником вдохновения для Йорка послужил ряд книг, включая «Эпоху крайностей» Эрика Хобсбаума, «Наше государство» Уилла Хаттона, «Какое надувательство!» Джонатана Коу, «ВАЛИС» Филипа Дика, а также трактаты Ноама Хомского. Хотя песни содержали общие темы, музыканты не считали OK Computer концептуальным альбомом и утверждали, что у них не было цели связать песни каким-либо лейтмотивом. Гринвуд подчёркивал: «Общее название и общий компьютерный голос ещё не делают альбом концептуальным. Это ложное представление». Тем не менее группа задумывала OK Computer как цельную запись, которую нужно слушать от начала и до конца, и потратила две недели только на выработку оптимального порядка композиций. О’Брайен отмечал: «Контекст каждой песни играет очень важную роль… Это не концептуальный альбом, но смысловая преемственность в нём есть».

### Композиции, часть первая (1—6)
Мелодия первого трека альбома была вдохновлена творчеством музыканта DJ Shadow, в основе её структуры лежал электронный бит, компьютерным образом сформированный из отдельных записей Селуэя продолжительностью в считанные секунды. Группа записала ударные Селуэя при помощи цифрового семплера и отредактировала их на компьютере Macintosh. Позже музыканты признавали, что результат получился лишь отдалённо похожим на стиль DJ Shadow из-за их неопытности в программировании. Басовая партия этой композиции прерывалась и возобновлялась без видимой системы, имитируя даб-музыку 1970-х годов. Темы автокатастрофы и реинкарнации в тексте песни были навеяны журнальной статьёй под заголовком «Подушка безопасности спасла мне жизнь» (англ. «An Airbag Saved My Life») и Тибетской Книгой мёртвых. По словам Йорка, «Airbag» была посвящена иллюзии безопасности, создаваемой современными средствами передвижения, и «идее, что каждая твоя поездка может стать последней». По словам журналиста Тима Футмана, технические новшества, использованные в песне, и её литературное содержание демонстрируют «ключевой парадокс» альбома: «Музыканты и продюсер наслаждаются возможностями звучания, которые открывает современная технология; но одновременно фронтмен протестует против её общественного, морального и психологического воздействия… Это противоречие отражается и в столкновении культур в самой музыке — неустойчивом балансе „живых“ гитар с обработанными на компьютере ударными».
Композиция «Paranoid Android» состоит из четырёх частей общей продолжительностью более 6 минут. Нетипичная структура трека была вдохновлена песнями «Happiness Is a Warm Gun» (The Beatles) и «Bohemian Rhapsody» (Queen), которые также нарушали стандартную куплетно-припевную схему. Музыкальный стиль «Paranoid Android» был также навеян творчеством группы Pixies — популяризаторов техники изменения динамики (тихо/громко). Смешение стилей привело к тому, что рецензенты относили композицию то к альтернативному року, то к арт-року, то к прогрессивному року. По словам Колина Гринвуда, в попытке соединить все элементы песни воедино группа чувствовала себя сродни «озорным школьникам, которые занимались этим… баловством, потому что никто никогда не делает такого — песню на шесть с половиной минут со всеми этими метаморфозами. Это же нелепо». Песня была написана Йорком после инцидента в одном из баров Лос-Анджелеса — музыкант стал свидетелем крайне агрессивной реакции женщины после того, как один из посетителей случайно пролил на неё коктейль. Фронтмен описал её как «потерявшую человеческий облик»: «У этой женщины был такой взгляд, которого я никогда прежде не видел… Той ночью он не дал мне уснуть». Название песни было отсылкой к роботу Марвину из романа «Автостопом по галактике» Дугласа Адамса. По словам Йорка, оно было выбрано в качестве шутки, так как первоначально песня задумывалась в юмористическом ключе — «Типа, „Ох, у меня такая депрессия“… Мне казалось, что получится здорово. Ведь люди представляли меня именно таким. Но это было всё, что я вложил личного в эту песню. Во всём остальном эта песня совершенно не личная». Фронтмен описывал три разных настроения в песне как три психологических состояния, а её текст связан с рядом общих тем альбома: безумием, насилием, пустыми слоганами и протестом против капитализма.

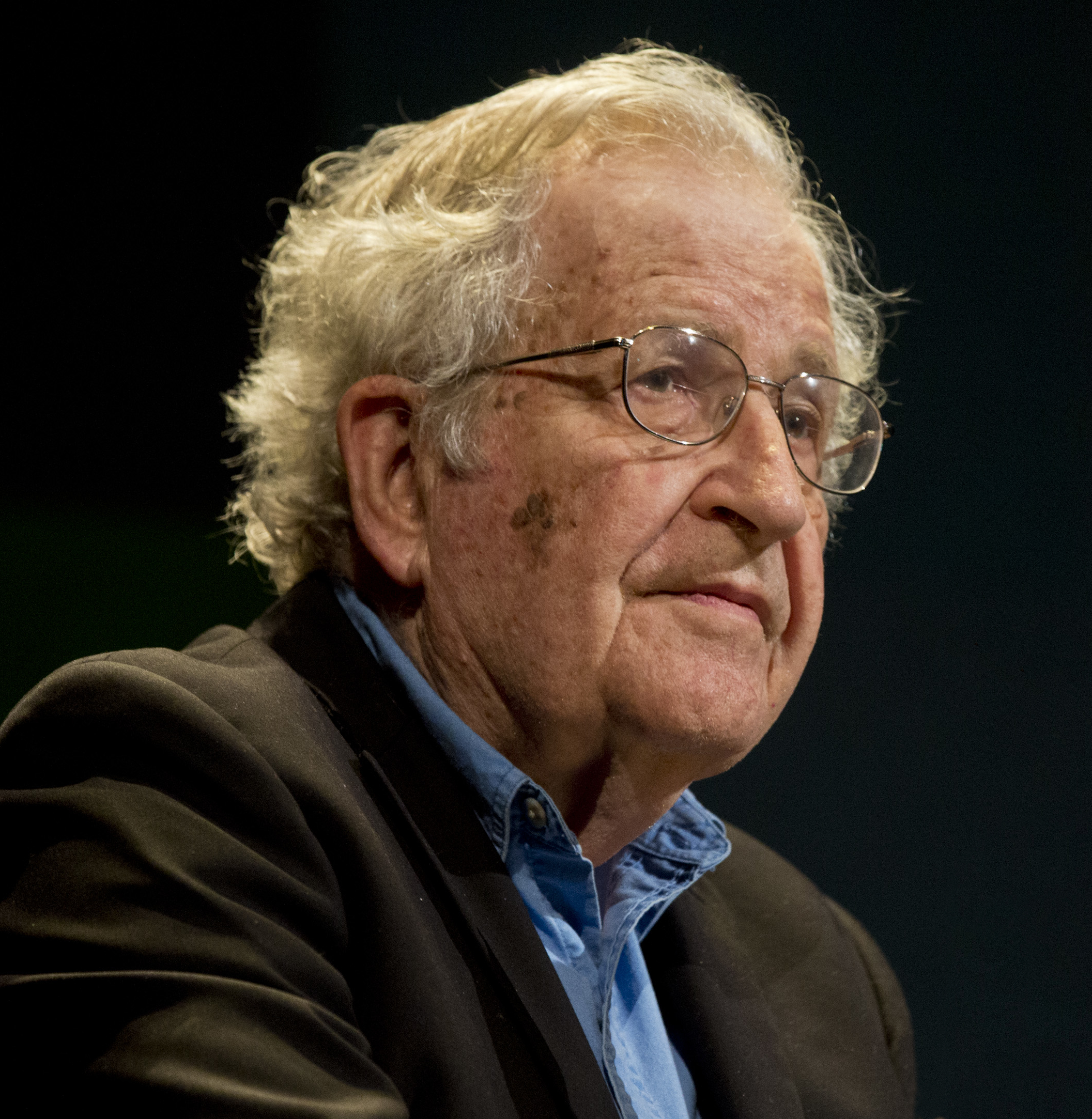
Политические теории в работах Ноама Хомского также оставили свой отпечаток на атмосфере композиций OK Computer

Использование электронных клавишных инструментов в «Subterranean Homesick Alien» представляет собой пример попыток Radiohead передать атмосферу Bitches Brew. Название композиции отсылает к песне Боба Дилана «Subterranean Homesick Blues», а её лирический герой — одинокий человек, который фантазирует о том, как его похищают инопланетяне. Герой предчувствует, что после возвращения на Землю его друзья не поверят ему и он останется изгоем. Сюжет песни был вдохновлён школьным сочинением Йорка на тему «Марсианской поэзии» — британского литературного движения, которое в юмористической форме описывало аспекты человеческой жизни с точки зрения инопланетян.
«Exit Music (For a Film)» была вдохновлена трагедией Шекспира «Ромео и Джульетта». Первоначально Йорк планировал написать песню на строки самой пьесы, но окончательная версия получилась более общей интерпретацией знаменитого произведения. Фронтмен вспоминал: «Я посмотрел постановку Дзеффирелли в 13 лет и выплакал все глаза, потому что не мог понять, почему они просто не убегают на следующее утро после того, как сошлись. Эта песня для двух влюблённых, которым нужно бежать до того, как случится трагедия». Композиция начинается акустическим вступлением — только голос Йорка на фоне гитары; сам Йорк сравнил этот стиль с пластинкой Джонни Кэша At Folsom Prison. На всём протяжении песни звучат хор, сгенерированный при помощи меллотрона, и голоса, пропущенные через декодер, а в кульминации вступают ударные и бас-гитара с эффектом фуза. Эту часть трека исполнители интерпретируют в стиле трип-хопового звучания группы Portishead, но, по словам Колина Гринвуда, делают его более «неестественным и механистичным». В финале песни вновь звучит голос Йорка на фоне акустической гитары и меллотрона.
Мелодия «Let Down» включает многослойное гитарное арпеджио и электрофортепиано. Ведущий гитарист — Джонни Гринвуд — исполняет свою партию в отличном от других инструментов музыкальном размере. По словам О’Брайена, эта песня была сочинена под влиянием стиля Фила Спектора, известного как «стена звука». По словам Йорка, текст песни посвящён чувству, которое появляется в пути, когда человек не контролирует везущее его транспортное средство: «Вы проноситесь мимо тысяч мест и тысяч людей, но совершенно абстрагированы от всего этого».

Йорк так прокомментировал строчку «Не надо сантиментов/Они всегда заканчиваются соплями»: «Сентиментальность — это эмоции ради эмоций. Мы постоянно испытываем всевозможные чувства, эмоции других людей. „Let Down“ — об этом. Проникаться каждым чувством — это фальшиво. Верней, ощущать все эмоции в одной плоскости, будь то реклама в транспорте или поп-песня». По мнению Йорка, скептицизм в отношении эмоций был характерен для Поколения X, фронтмен отмечал, что это отражается не только в «Let Down», но и в подходе группы к альбому в целом.
Однажды я сидел в клубе пьяный в стельку и вдруг представил самую забавную вещь в своей жизни: что, если все эти люди были бы подвешены на бутылках? Что, если бутылки висели бы под потолком на верёвках, а пол провалился, и бутылки были бы единственным, что всех удерживает? Эта песня также об ужасном страхе оказаться в ловушке.
Композиция «Karma Police» содержит два основных куплета, которые чередуются с приглушённым бриджем, сопровождаемым различными концовками. Мелодия куплетов выстроена вокруг последовательности аккордов, навеянной битловской композицией «Sexy Sadie» и исполняемой на акустической гитаре и фортепиано. На отметке 2:34 вступает оркестровая секция с повторяющейся строчкой «Я потерялся, я потерялся на минуту». Песня заканчивается пассажем гитариста Эда О’Брайена, исполненным при помощи эффектов дилэя и фидбека. Текст и название песни возникли благодаря шутке, которая была популярна внутри коллектива во время турне The Bends; как вспоминал Джонни Гринвуд, «каждый раз, когда кто-то из нас вёл себя особенно паршиво, другие говорили „Кармическая полиция настигнет его рано или поздно“». По словам Йорка, эта песня была о стрессе, злобных взглядах и психологическом давлении со стороны окружающих. В интервью 2006 года фронтмен дополнил это: «Это песня для тех, кто работает в крупной компании. Это песня против боссов. К чёрту среднее звено!» . Йорк и Джонни Гринвуд подчёркивали в интервью, что у песни юмористический подтекст. «[Она] не абсолютно серьёзная, — отмечал фронтмен, — Надеюсь, люди это поймут». Строчка «Он гудит как холодильник / Он похож на расстроенное радио» отсылает к сбивающим с толку метафорическим фоновым шумам, которые Йорк называл «жужжание холодильника» (англ. «fridge buzz») — это понятие, по его словам, является одной из центральных тем OK Computer. Помимо этого, песня затрагивает общие для альбома темы безумия и недовольства капитализмом.

### Композиции, часть вторая (7-12)
«Fitter Happier» — короткая композиция в форме конкретной музыки, состоящая из музыкальных семплов и фоновых звуков, а также электронного вокала, синтезированного при помощи программы SimpleText. По словам Йорка, он написал текст для этой песни «за десять минут» после творческого тупика, в то время как остальные участники группы джемовали. Фронтмен описал песню как перечень самых распространённых слоганов 1990-х и назвал её «самой грустной вещью, которую я когда-либо сочинял». При этом, по словам Йорка, тот факт, что он отдал роль солиста в этой песне нейтрально звучащему компьютерному голосу, оказал на него «освобождающее» воздействие. Какое-то время группа рассматривала «Fitter Happier» в качестве стартовой композиции альбома, однако в итоге сошлась во мнении, что такое начало будет обескураживающим для слушателей.
Публицист Стив Лоу назвал песню «глубоким препарированием образа жизни псевдо-значимых корпораций», отражающим отвращение к преобладающим в обществе социальным ценностям потребительства. Анализируя текст, составленный из слабо связанных лирических образов, Тим Футман приходит к выводу, что он представляет собой «материально комфортное, но нравственно пустое олицетворение современного западного общества, частью состоящего из белых воротничков, частью — из роботоподобных конформистов, вся жизнь которых строится вокруг метафорической кормушки и подпирается прозаком, виагрой и другими костылями, которые покрывает их страховка». Публицист Сэм Стил назвал песню «потоком окружающих нас образов — обрывков информации из СМИ вперемешку с рекламными слоганами и частными молитвами о более здоровом существовании. Эта песня словно эхо переполненного словами мира, и одна из идей, по-видимому, в том, что мы живем в искусственной вселенной и не способны больше отличить реальность от иллюзии».

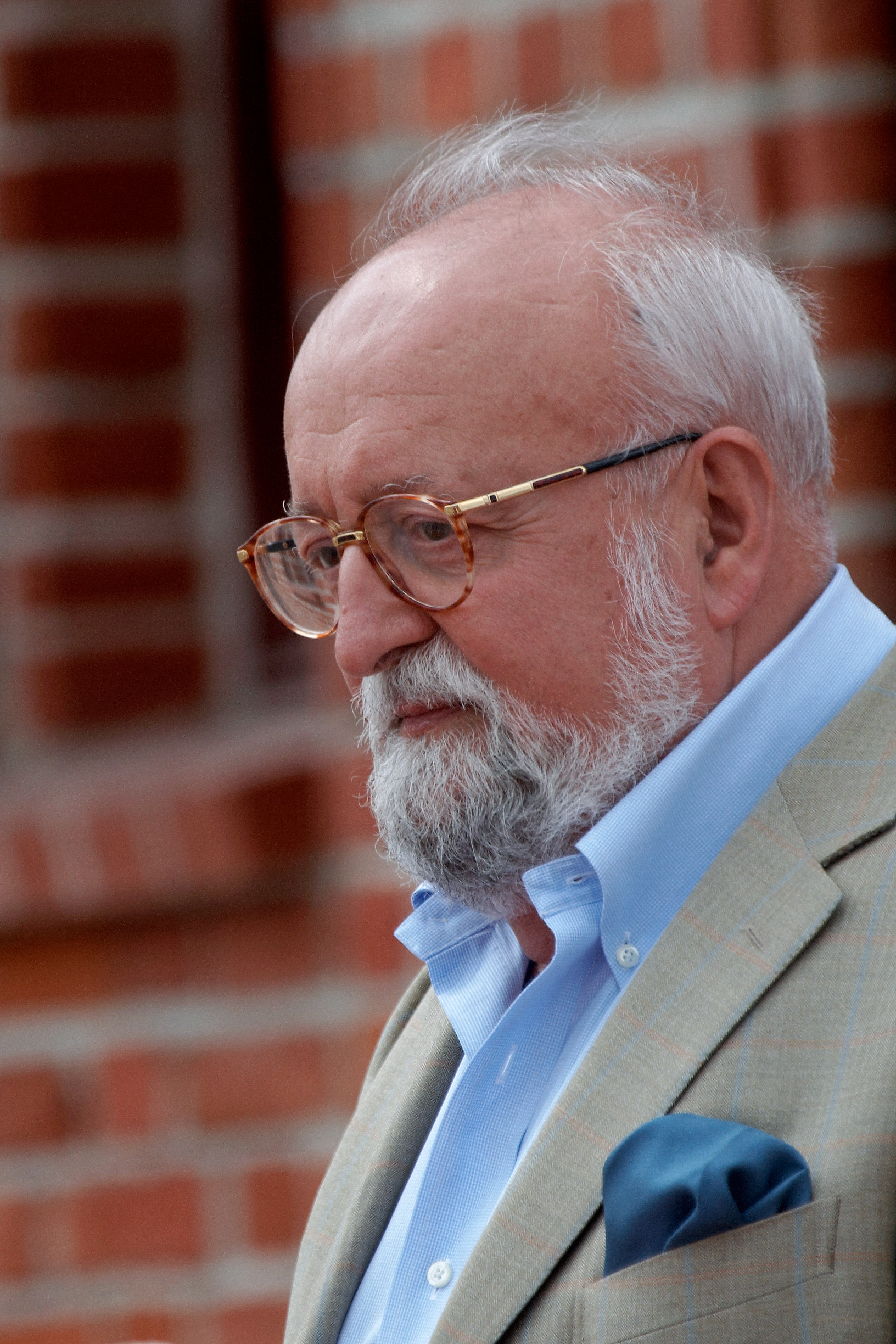
Произведение Кшиштофа Пендерецкого послужило источником вдохновения для струнной аранжировки в песне «Climbing Up the Walls»

Мелодия композиции «Electioneering» включает ковбелл и гитарное соло с эффектом дисторшена. Это самый близкий к классическому року трек на диске и одна из самых «тяжёлых» песен во всём репертуаре Radiohead; её звучание сравнивали со стилем дебютной пластинки коллектива — Pablo Honey. Циничная песня прямо излагает политические взгляды своего автора: Йорк сочинил данный текст под впечатлением от т. н. «налоговых бунтов», а отчасти песня была вдохновлена произведением «Как фабрикуется согласие» Ноама Хомского — книгой, анализирующей современные средства массовой информации в рамках пропагандистской модели. Йорк сравнивал текст этой песни, который сосредоточен на теме компромисса в творчестве и политике, с образом разглагольствующего перед микрофонами проповедника. Фронтмен так высказался по поводу многочисленных политизированных намёков в тексте: «Что вы можете сказать о МВФ или о политиках? Или о людях, продающих оружие в африканские страны, использующих рабскую силу и тому подобное. Что вы можете сказать? Вы просто пишете фразу „Погонщики скота и МВФ“ — и люди, которые в курсе, всё поймут». В свою очередь, О’Брайен заметил, что идеи этой песни относятся и к промотурам: «Через некоторое время вы начинаете себя чувствовать, как политик, который должен целовать детей и пожимать руки электорату с утра до ночи».
Песню «Climbing Up the Walls» журнал Melody Maker охарактеризовал как «монументальный хаос». В её музыке накладываются партия струнного оркестра, эмбиент и монотонная, металлическая перкуссия. Оркестровая аранжировка, сочинённая Джонни Гринвудом для 16 инструментов, была вдохновлена произведением академического композитора Кшиштофа Пендерецкого «Плач по жертвам Хиросимы». По словам Гринвуда, он был в восторге от возможности сочинить струнную партитуру, не похожую на «Eleanor Rigby», которой подражали все струнные аранжировки трёх предшествующих десятилетий. Журнал Select писал о «смятённом» вокале Йорка и атональных струнных: «Голос Тома превращается в ужасающий, замораживающий кровь крик, когда Джонни доводит до крещендо рёв миллиона умирающих слонов». Текст песни был вдохновлён работой Йорка санитаром в психиатрической больнице в период кампании Care in the Community по деинституционализации психиатрии (социальной реабилитации пациентов с психическими расстройствами) и статьёй газеты New York Times о серийных убийцах.
«No Surprises» была записана с первого дубля. Мелодия этой песни включает электрогитару (вдохновлённую композицией Beach Boys «Wouldn’t It Be Nice»), акустическую гитару, глокеншпиль и вокальные гармонии. По словам музыкантов, в процессе работы они стремились воссоздать настроение композиции «What a Wonderful World» Луи Армстронга и соул-музыку Марвина Гэя. Чтобы добиться более медленного темпа, нежели позволяли возможности группы, Годрич придумал особый технический метод — музыканты записали песню в более быстром темпе, а затем её звучание было компьютерным образом замедлено, чтобы наложить на него вокал Йорка, создавая эффект «бесплотности». Лирический герой песни, по определению Йорка, изо всех сил пытается сохранить всё как было, но его попытки безуспешны. Критики находили в тексте песни отражение темы самоубийства или бессмысленности жизни и неудовлетворённости современными социальными и политическими порядками. В некоторых строках содержатся образы жизни в деревне или спальных пригородах. Одна из ключевых метафор песни содержится уже в её первой строчке «Cердце наполнено до краев, словно свалка»; Йорк описал песню как «изуродованный детский стишок», корни которого в его собственной «нездоровой одержимости вопросом о том, куда девать пластиковые бутылки и коробки… Весь этот мусор — обломки наших жизней — где-то закопан. Он не гниёт, он просто остаётся в земле … так я поступаю со многими вещами — прячу их с глаз долой». Нежная мелодия композиции контрастирует с резким текстом; по словам Стила, «даже когда речь в песне идёт о самоубийстве… гитара О’Брайена звучит, как бальзам на воспалённую душу, а песня напоминает печальную детскую молитву».
Эта песня о неописуемых вещах. Буквально сносящих голову. Я работал в психиатрической больнице, как раз когда запустили Care in the Community, и мы все знали, что произойдёт. Это была одна из самых страшных вещей, которые случались в этой стране, потому что многие из них [пациентов] были отнюдь не безобидными… Порождённое этим решением насилие всё ещё продолжалось, и это нашло отражение в настроении песни.
Сюжет песни «Lucky» был вдохновлён событиями Боснийской войны. По словам публициста Сэма Тейлора, это была единственная песня The Help Album, в которой удалось отразить «тёмный ужас» боснийского конфликта, и её серьёзная тематика и мрачный тон были «слишком „реальными“, чтобы их приняли в тёплую семью брит-попа». Текст песни был сильно отредактирован по сравнению с первоначальным вариантом, который был более политизированным. В центре сюжета — человек, выживший во время крушения самолёта, тема, которую подпитывал страх, внушаемый Йорку транспортом. Центральным эпизодом мелодии является трёхчастная гитарная аранжировка: основой для неё послужил звенящий звук из начала песни — О’Брайен исполняет его, перебирая струны выше верхнего порожка. Критики сравнили звучание солирующей гитары с музыкой группы Pink Floyd, а в более широком плане — с жанром арена-рок.
Заключительный трек альбома — «The Tourist» — был задуман Джонни Гринвудом контрастным по отношению к остальному альбому, как спокойная мелодия, в которой «не происходит что-то … каждые три секунды». По словам гитариста, «„The Tourist“ вообще не похожа на песни Radiohead. В ней гораздо больше спокойных интервалов». Текст песни был навеян наблюдениями Йорка за американскими туристами во Франции, стремящимися увидеть как можно больше достопримечательностей. Вокалист отмечал, что выбор этой песни в качестве заключительной был мотивированным: «В альбоме многое связано с фоновым шумом, постоянно сменяющими друг друга событиями, слишком быстрыми, чтобы за ними угнаться. „The Tourist“ был очевидным выбором в качестве завершающего трека. Эта песня была моим посланием самому себе — „Идиот, притормози“, потому что в тот момент это было мне необходимо». Центральная часть композиции описана в журнале Uncut как «неожиданно блюзовый вальс», а в финале трека, после того, как умолкают гитары, звучат только бас и ударные, завершая мелодию звуком колокольчиков.

## Название и обложка

Страница из буклета OK Computer демонстрирующая белую ретушь и текст на английском и эсперанто. На рисунке изображено рукопожатие, этот образ был описан Томом Йорком как символ эксплуатации

«OK Computer» являлось первоначальным названием для песни «Palo Alto», которая не была включена в альбом. Тем не менее это словосочетание понравилось музыкантам; по словам Джонни Гринвуда: «[оно] начало срастаться и создавать всевозможные странные резонансы с вещами, над которыми мы работали». В свою очередь, Йорк заявил, что оно «относится к теме принятия будущего, страха перед будущим — нашим или чьим-то ещё. Оно о человеке, который стоит в комнате, где отключаются все эти приборы, все компьютеры и машины… и о звуке, который при этом слышен». Фронтмен описал название альбома как полное беспомощности и ужаса и сравнил его со слоганом из рекламы Coca-Cola «I’d Like to Teach the World to Sing». По мнению обозревателя журнала Wired Линдера Кэни, фраза «OK Computer» — дань уважения компьютерам Macintosh, программное обеспечение которых могло реагировать на подаваемую голосом команду «OK computer» так же, как на нажатие клавиши «OK». Для лонгплея предлагались также названия Ones and Zeroes — ссылка на двоичную систему счисления — и Your Home May Be at Risk If You Do Not Keep Up Payments (рус. Вашему дому угрожает опасность, если вы не успеете заплатить коммунальные платежи).
На обложке альбома был изображён сгенерированный на компьютере коллаж из изображений и текста, созданный художником Стэнли Донвудом и Йорком, выступавшим под псевдонимом «The White Chocolate Farm». Йорк попросил Донвуда вести дневник с иллюстрациями в ходе студийных сессий. Фронтмен объяснял: «Я чувствую себя уверенно, только если мне показывают какое-то визуальное отображение моей музыки. Иначе я ощущаю себя не в своей тарелке». По словам Донвуда, бело-голубая цветовая гамма появилась как попытка передать «цвет выбеленной кости». Изображение двух фигур, обменивающихся рукопожатием, появляется и в буклете, и на самом компакт-диске. Йорк рассматривал его как символ эксплуатации: «Кому-то продают то, что ему не нужно, а кто-то излучает дружелюбие, потому что пытается продать свой товар». О художественной стороне оформления диска Йорк говорил: «Все эти художественные образы… Это все, о чём я не рассказал в песнях».
В художественном оформлении диска встречаются изображения автострад, самолётов, родителей с детьми, логотипы компаний и городские пейзажи. На обложке в заметном месте расположено словосочетание «Потерянный ребёнок» (англ. Lost Child); кроме того, в оформление включены фразы на искусственном языке эсперанто и медицинские инструкции на английском и греческом языках. По словам публициста Дэвида Кавана из журнала Uncut, использование электронной тарабарщины создаёт эффект «сродни дающему жизненные советы лунатику». Затушёвка ошибок белым цветом, которую Донвуд использовал вместо применения компьютерной команды Undo, часто встречается в оформлении. Буклет содержит тексты всех песен, выполненные с нестандартным синтаксисом, альтернативным написанием слов и короткими комментариями. Тексты также оформлены и расположены в буклете таким образом, чтобы намекать на скрытые изображения. В русле оформлявшихся в это время антикорпоративных взглядов членов группы в сведения об авторах включено ироническое уведомление об авторских правах — «текст воспроизводится с разрешения авторов, хотя мы его и сочинили».

## Выпуск и продвижение

Тексты песни «Fitter Happier» и изображения буклета альбома были адаптированы для рекламы в музыкальных изданиях, метро и дизайна футболок (на фотографии изображена одна из таких футболок)

По словам Селуэя, американский лейбл группы, Capitol Records, считал альбом «в какой-то мере „коммерческим самоубийством“»: «Они не слишком верили в него. В тот момент и у нас возникли опасения. Как он будет принят [публикой]?» Йорк вспоминал, что когда альбом был впервые представлен компании, там были «озадачены». Руководство лейбла снизило прогноз относительно продаж лонгплея с двух миллионов до полумиллиона копий. В других странах дистрибьюторы тоже резко снизили прогноз продаж альбома, и только Parlophone Records, британский лейбл группы, по словам О’Брайена, был по-прежнему настроен оптимистично. Опасения были связаны с тем, что, по мнению представителей лейблов, альбом не содержал потенциально кассовых синглов, в частности чего-либо в стиле раннего хита группы — «Creep».
Parlophone развернул нестандартную рекламную кампанию. Лейбл размещал рекламу на целую страницу в популярных британских изданиях и в метрополитене, используя для этого текст песни «Fitter Happier», напечатанный большими чёрными буквами на белом фоне. Эти же тексты и изображения из оформления альбома печатались на футболках. Согласно Йорку, лозунг «Fitter Happier» был выбран для продвижения альбома сознательно, что, по словам одного из критиков, обеспечило последовательную взаимосвязь между проблемами, поднимаемыми альбомом, и его рекламной кампанией. Помимо этого, в рамках кампании распространялись такие необычные товары, как дискеты со скринсейверами Radiohead и радиоприёмники в форме настольного компьютера. В Америке Capitol разослал известным представителям СМИ и музыкальной индустрии тысячу плееров, в каждый из которых была навечно вклеена кассета с OK Computer. В одном из интервью после релиза альбома президент Capitol Гэри Джерш заявил: «Наша задача состоит в том, чтобы взять левоцентричную группу и заставить центр общественного мнения сместиться на их позиции. Это наша цель, и мы не успокоимся, пока они не станут самой известной группой в мире».
Radiohead выбрали «Paranoid Android» в качестве первого сингла, несмотря на его большую продолжительность и отсутствие запоминающегося припева. По словам Колина Гринвуда, эта песня была «не тем мгновенным хитом в идеальном для радио формате, который вы ожидаете услышать, переключая станции», однако руководство Capitol поддержало выбор музыкантов. Премьера песни состоялась на радиостанции Radio 1 в программе The Evening Session (апрель 1997 года), а месяцем позже она вышла в виде сингла. Благодаря популярности на радио и частой ротации видеоклипа на MTV, «Paranoid Android» достигла третьей строчки в чартах Великобритании, что было к тому моменту лучшим показателем для Radiohead.
OK Computer был выпущен 21 мая 1997 года в Японии, 16 июня в Великобритании, 17 июня в Канаде и 1 июля в США. Издание альбома включало несколько форматов: компакт-диск, двойной винил, компакт-кассеты и мини-диски. Альбом дебютировал на первом месте британского хит-парада и продержался там в течение двух недель. После этого он несколько недель подряд находился в Top-10 этого чарта, став одной из восьми самых продаваемых записей года в Великобритании. В поддержку альбома было организовано международное турне, получившее название Against Demons Tour. Оно стартовало в Барселоне 22 мая 1997 года и включало выступления группы в Великобритании, Ирландии, континентальной Европе, Северной Америке, Японии и Австралазии. Заключительный концерт состоялся 29 августа 1998 года в Нью-Йорке. Тур оказался психологически тяжёлым для музыкантов, особенно для Йорка, который заявил: «Эти гастроли продолжались на целый год дольше, чем нужно. Я был первым, кто устал от них, через шесть месяцев все в группе говорили об этом. Ещё через шесть месяцев вообще никто не разговаривал».

Символы, изображённые на иллюстрациях к альбому и синглам

Синглы «Karma Police» и «No Surprises» были выпущены в августе 1997 и в январе 1998 года соответственно. Оба сингла попали в Top-10 британского хит-парада, а «Karma Police» достиг 14-го места в американском чарте Modern Rock Tracks. Ещё один сингл — «Lucky» — был выпущен во Франции, однако в чартах не появлялся. «Let Down», который рассматривали в качестве ведущего сингла альбома, добрался до 29-й строчки в Modern Rock Tracks. Группа планировала снять видеоклипы на все треки альбома и выпустить их как единый проект, но от идеи пришлось отказаться из-за финансовых и временны́х ограничений. Также планировалось сделать ремиксы на альбом целиком за авторством трип-хоп группы Massive Attack, однако эта идея тоже не была претворена в жизнь. Во время гастролей Грант Джи снял документальный фильм о группе под названием «Meeting People Is Easy», его премьерный показ состоялся в ноябре 1998 года.
К февралю 1998 года продажи альбома составили более полумиллиона копий в Великобритании и 2 миллиона по всему миру. В дальнейшем его тираж достиг 1,4 миллиона копий в США, 3 миллионов в Европе и 4,5 миллиона по всему миру. Помимо этого, OK Computer получил дважды «платиновый» сертификат в США и трижды «платиновый» — на родине музыкантов.

## Отзывы критиков
| Оценки критиков      | Оценки критиков |
| Источник             | Оценка          |
| -------------------- | --------------- |
| AllMusic             | [ 148 ]         |
| Chicago Tribune      | [ 149 ]         |
| Entertainment Weekly | B+              |
| The Guardian         | [ 88 ]          |
| NME                  | [ 105 ]         |
| Pitchfork            | [ 151 ]         |
| Q                    | [ 101 ]         |
| Rolling Stone        | [ 152 ]         |
| Spin                 | [ 45 ]          |
| The Village Voice    | B−              |
| Sputnikmusic         | [ 154 ]         |
| Slant Magazine       | [ 155 ]         |

Альбом получил положительные отзывы от музыкальной прессы. Подавляющее число британских и американских СМИ придерживались мнения, что альбом станет влиятельной и важной записью на долгие годы вперёд, однако отмечали, что экспериментальный характер записи делает её сложной для восприятия. Футман пишет: «Со времен релиза Sgt. Pepper’s Lonely Hearts Club Band в 1967 году влиятельные критики не были столь единодушны в своей оценке не только музыкальных достоинств альбома, но и его будущего влияния и его способности запечатлеть определённый исторический период».
В британской прессе альбом получил положительные рецензии от изданий NME, Melody Maker, Guardian и Q. Рецензент Mojo Ник Кент писал: «Другие [альбомы] могут обойти его в продажах, но держу пари, через 20 лет OK Computer будет рассматриваться как ключевая запись 1997 года, единственная, которая подняла рок на новый уровень вместо того, чтобы мастерски воспроизводить образы и структуру песен прежних эпох». Джон Харрис из журнала Select отмечал: «Каждое слово звучит до боли искренне, каждая нота идёт из глубины сердца, и тем не менее он (альбом) прочно вписывается в мир стекла, стали, компьютерной памяти с произвольным доступом и ощетинившейся ежом паранойи».
Лонгплей был также хорошо принят критиками Северной Америки, получив положительные отзывы от изданий Rolling Stone, Spin и Pitchfork. Музыкальный обозреватель газеты New Yorker Алекс Росс с похвалой отозвался о его прогрессивном характере, противопоставив рискованную экспериментальность Radiohead консервативному звучанию группы Oasis — ещё одной влиятельной британской группы того времени. По словам Росса: «На всём своём протяжении альбом демонстрирует крайние контрасты настроения и стиля… Эта группа осуществила одну из величайших комбинаций искусства и поп-культуры в истории рока».
Рецензии в газетах Entertainment Weekly, Chicago Tribune и Time были не столь однозначно восторженными. Обозреватель издания Village Voice Роберт Кристгау писал, что Radiohead утопили вокал Йорка «в таком количеством электронной прибавочной стоимости, что хватило бы кормить шахтёрский городок в течение месяца», и что хотя их арт-рок богат на звуковые эффекты, он остаётся бездушным. Энди Джилл (англ. Andy Gill) из The Independent отметил в своей рецензии: «При всей своей амбициозности и стремлении открыть новые горизонты, OK Computer в итоге выглядит не столь впечатляющим как The Bends, который во многом затрагивал те же эмоциональные проблемы, но с лучшими мелодиями. Альбомом, который с такой готовностью упивается собственной депрессивностью, легко впечатлиться, но трудно его полюбить».

### Награды и признание
OK Computer стал лауреатом премии «Грэмми» в категории «Лучший альтернативный альбом» в 1998 году, которая стала первой подобной наградой для Radiohead. Он также был выдвинут на соискание «Грэмми» за лучший альбом года и Brit Awards в номинации «Лучший британский альбом». Кроме того, он был включён в шорт-лист Mercury Prize — престижной премии, вручающейся за лучший британский или ирландский альбом года. За день до вручения награды OK Computer был фаворитом среди десяти претендентов по данным букмекерских контор, однако победу одержал лонгплей New Forms проекта Рони Сайза — Reprazent.
OK Computer фигурировал во многих списках лучших альбомов года. Он возглавил рейтинги Mojo, Vox, Entertainment Weekly, Hot Press, Muziekkrant OOR, HUMO, Eye Weekly и Inpress, а также разделил первое место с пластинкой Homework группы Daft Punk в опросе журнала The Face. Помимо этого, альбом занял второе место в аналогичных рейтингах изданий NME, Melody Maker, Rolling Stone, Village Voice, Spin и Uncut. Q и Les Inrockuptibles отметили его в своих неупорядоченных списках.
Самих музыкантов раздражало такое количество положительных отзывов; по мнению Джонни Гринвуда, оценки были завышены, потому что критики пытались реабилитироваться за The Bends, который перед этим получил от них недостаточно внимания. Группа категорически отвергала попытки приписать их музыку к жанрам прогрессивного рока и арт-рока, а также частые сравнения с альбомом Pink Floyd The Dark Side of the Moon. Так, Йорк заявил: «Мы пишем поп-песни… не было цели сделать из этого „искусство“. Это отражение всех непохожих друг на друга вещей, которые мы слушали во время записи». Тем не менее фронтмен был рад тому, что слушателям удалось узнать произведения, оказавшие влияние на OK Computer: «Меня действительно поразил тот факт, что люди правильно поняли все нюансы, структуры, звуки и атмосферу, которые мы пытались воссоздать».

## Наследие

### Ретроспектива
OK Computer стал прорывом [Radiohead] на самую вершину. Не было в 1997 году пластинки, о которой бы говорили столь же долго и так же восторженно. [...] Сам Йорк перед выходом альбома не раз говорил о том, что OK Computer могут воспринять как коммерческое самоубийство, что он не выглядит как поп-альбом, в нём нет песен о любви. [...] Этой пластинкой [...] Radiohead изменили рок-ландшафт, пройдясь по нему как бульдозером. OK Computer [...] был диском демонстративно некоммерческим, композиционное его решение было очень непростым, причем даже на уровне отдельных песен.
OK Computer считается одним из лучших альбомов в истории музыки. Многие профильные издания, включая NME, Melody Maker, Alternative Press, Classic Rock, Spin, Pitchfork, Time, Metro Weekly и Slant, отметили его в числе лучших альбомов всех времён либо записей, сделанных в 1990-е годы. Журнал Rolling Stone поставил лонгплей на 162-е место в своём списке «500 величайших альбомов всех времён» (2003), а в пересмотренном списке  на 42-е место (2020). Журнал Q расположил запись на первое место в рейтинге «Лучшие альбомы за последние 15 лет» (2001) и «Лучшие альбомы 90-х» (2015). Помимо этого, этот диск был высоко оценён в ретроспективных обзорах, получив положительные отзывы от BBC Music, The A.V. Club, Slant и Paste; в 2004 году в новой рецензии для альманаха The Rolling Stone Album Guide альбом получил высший балл, с комментарием: «Radiohead претендовали на моральное лидерство, от которого уже отказались Nirvana, Pearl Jam, U2, R.E.M. и все остальные; фанаты во всем мире полюбили эту группу за её упорное стремление вперёд в дни, когда никто больше даже не пытался»; в 2006 году в статье под названием «Последний великий», обозреватель портала СОЮЗ сравнил запись с битловским Sgt. Pepper, отметив, что «Оба они стали для своего времени революционными, расширив границы понимания рок-музыки как жанра. Оба использовали экспериментальные элементы, такие как песни, соединённые из разных кусочков, немузыкальные звуки и инструменты, звучащие нетрадиционным образом. Наконец, оба стали венцами творчества, лучшими произведениями великих групп». По данным Acclaimed Music — сайта, собирающего статистику упоминаний музыкального материала среди критиков, OK Computer занимает 10-е место среди самых знаменитых альбомов всех времён. В 2015 году Библиотека Конгресса США отметила альбом как «культурно, исторически или эстетически значимую» запись и внесла его в Национальный реестр.
Тем не менее некоторые критики считали альбом переоценённым, а ряд публицистов выражал мнение, что успех пластинки отрицательно сказался на дальнейшей судьбе Radiohead. В опросе, проведённом радиостанцией BBC 6 Music, OK Computer занял шестое место среди «самых переоценённых альбомов в мире». Дэвид Грин из Daily Telegraph назвал лонгплей «эгоистичным нытьём» и утверждал, что единодушные положительные оценки критиков в отношении OK Computer свидетельствуют о «популярном в XX веке заблуждении, что рок является оплотом серьёзной тематики в популярной музыке», в ущерб статусу электронной и танцевальной музыки. Помимо этого, альбом фигурировал в колонке NME «Священные коровы» (англ. «Sacred Cows»), подвергающей сомнению статус-кво записей, которые удостоились особого почтения критиков. Автор колонки, Генри Йейтс, писал: «[в этом альбоме] нет вызова, чёрного юмора или маленького лучика света в финале, просто чувство покорного, безропотного отчаяния». С его точки зрения, этот альбом знаменует «момент, когда Radiohead прекратили быть „хорошей“ группой [по сравнению с The Bends] и превратились в „презентабельную“». В статье журнала Spin «Миф номер один: Radiohead не могут ошибаться» критик Крис Норрис утверждал, что всеобщая истерия вокруг OK Computer сформировала завышенные ожидания по отношению к каждому следующему диску Radiohead.

### Аналитика материала

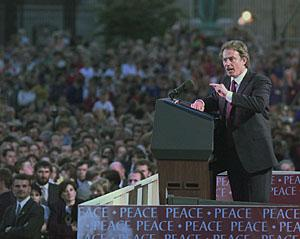
В своих интервью Том Йорк критиковал политику Тони Блэра и его стратегию нового лейборизма

OK Computer был записан в преддверии выборов в британский парламент и выпущен спустя месяц после победы лейбористской партии Тони Блэра, положившей начало периоду «нового лейборизма». Альбом был воспринят критиками как выражение музыкантами инакомыслия и скептицизма в отношении нового правительства и протест против охватившей британское общество эйфории. По мнению Дориана Лински, «1 мая 1997 года сторонники лейбористов праздновали их сокрушительную победу под звуки „Things Can Only Get Better“ („Всё может измениться только к лучшему“). Несколько недель спустя OK Computer явился, словно призрак Банко, предостерегая: „Нет, положение будет только ухудшаться“». По словам Эми Бриттон, альбом «продемонстрировал, что не все готовы присоединиться к празднованиям, обращаясь вместо этого к другому чувству, распространённому по всей Британии, — страху перед будущим в преддверии нового тысячелетия… Огромные корпорации, с которыми невозможно бороться, — этот мир отражала музыка OK Computer, а не волна британского оптимизма».
В интервью Йорк выражал сомнение, что курс правительства Блэра будет отличаться от политики Консервативной партии, пробывшей перед тем у власти два десятилетия. По словам музыканта, общественная реакция на гибель принцессы Дианы была более важной, так как олицетворяла собой момент, когда британское общество осознало, что «члены королевской семьи держали нас за яйца в течение последней сотни лет, так же как СМИ и государство». Отвращение членов группы к агрессивной пиар-кампании OK Computer только укрепило их антикапиталистические взгляды, получившие дальнейшее отражение в следующих альбомах Radiohead.
Критики сравнивали позицию Radiohead с политическими взглядами рок-групп прежних времён. , сравнивая две эпохи, заключал, что если панк-рок был бунтом против периода дефицита и нищеты, то OK Computer протестовал против «механизированного комфорта» времён изобилия. Алекс Росс заявил, что альбом проиллюстрировал натиск века информационных технологий на современную молодёжь и её панические попытки слиться с ними, добавив, что он превратил Radiohead в «олицетворение определённого типа интеллектуального отчуждения — такое же, каким были Talking Heads и R.E.M. в своё время». Джон Парелес из New York Times нашёл параллели между более ранними работами Pink Floyd и Madness и темами, волнующими Radiohead, — «культурой бесчувствия, превращающей [людей] в рабочий скот с помощью программ самосовершенствования и антидепрессантов».
Многие рецензенты называли альбом милленаристским и футуристическим, предвосхищающим культурные и политические тенденции. По словам Стивена Хайдена из The A.V. Club, «казалось, Radiohead опережали события, предсказывая паранойю, подстёгиваемое СМИ безумие и вездесущее чувство нависшей угрозы, которые стали частью повседневной жизни в XXI веке». Один из авторов альманаха 1000 Recordings to Hear Before You Die Том Мун описал OK Computer как «пророческое… антиутопическое эссе о тёмной стороне технологий…, наполненное неясным чувством ужаса, в том числе перед грядущим Большим Братом, которое очень напоминает постоянное напряжение жизни на оранжевом уровне тревоги в период после 11 сентября». Крис Мартин из группы Coldplay заявил: «Было бы интересно посмотреть, как изменился бы мир, если бы Дик Чейни слушал OK Computer. Мне кажется, что мир стал бы лучше… Если он (альбом) изменил мою жизнь, так почему не изменит его?»
Альбом лёг в основу радиопостановки, получившей такое же название и впервые прозвучавшей на BBC Radio 4 в 2007 году. Сценарий спектакля, написанный Джоэлом Хорвудом, Крисом Перкинсом, Элом Смитом и Крисом Торпом, интерпретирует 12 композиций альбома как историю о человеке, который просыпается в берлинской больнице с полной потерей памяти и возвращается обратно в Англию с сомнениями, что жизнь, к которой он вернулся, является его собственной.

### Влияние
Многие люди послушали OK Computer и сказали: „Это — мерило. Если я смогу достичь хоть половины этой высоты, будет уже совсем неплохо“. Но я ни разу не слышал ничего, что по-настоящему брало бы начало в OK Computer, что интересно, так как показывает, что то, что делали Radiohead, было, видимо, ещё более сложным, чем казалось.
Выпуск OK Computer совпал с закатом эры брит-попа. Благодаря влиянию OK Computer доминирующим в Британии стал стиль гитарной поп-музыки, более похожий на стиль самих Radiohead, — «параноидальный, но искренний, нечёткий, но запоминающийся». Многие новые британские коллективы подражали сложным, атмосферным аранжировкам Radiohead; так, пост-брит-поп группа Travis сотрудничала с Годричем, чтобы создать томную музыкальную текстуру альбома The Man Who, который занял четвёртое место среди самых продаваемых дисков Британии в 1999 году. После этого некоторые британские журналисты обвинили Travis в плагиате. В ретроспективной рецензии публицист Стивен Хайден заявил, что к 1998 году (когда был выпущен The Man Who) культурное явление, которым стал OK Computer, уже переросло своих создателей, и альбом продолжал оказывать влияние на всю следующую волну британских исполнителей рок-баллад, которая достигла своего пика в начале нового века.
По мнению критиков, популярность OK Computer проложила путь для следующего поколения британского альтернативного рока. Авторитетные музыканты различных жанров хвалили альбом и отмечали его влияние на своё творчество; среди музыкантов, которые высоко оценивали альбом, были фронтмен группы R.E.M. Майкл Стайп, бывший гитарист группы The Smiths Джонни Марр, DJ Shadow, бывший гитарист группы Guns N’ Roses Слэш, участник группы Manic Street Preachers Ники Уайр, фронтмен коллектива The Divine Comedy Нил Хэннон, основатель лейбла Mo’ Wax Джеймс Лавель, бывший член группы Depeche Mode Алан Уайлдер и композитор Пекка Эса-Салонен. Коллективы Bloc Party и TV on the Radio заявили, что OK Computer оказал ключевое воздействие на их музыку. В связи с этим дебютный альбом TV on the Radio даже был назван OK Calculator в качестве своеобразной шуточной дани предшественникам. Позже Radiohead назвали размножившиеся группы, которые «играют, как мы», как одну из причин решения порвать со стилем OK Computer в своём следующем альбоме — Kid A.
Его звучание и вызываемые им чувства перешагнули многие границы. Он затронул множество скрытых эмоций, о которых люди не хотели знать и говорить.
Хотя влияние OK Computer на рок-музыкантов признано повсеместно, некоторые критики полагают, что его экспериментальный аспект не получил достойного широкого развития. По словам Футмана, «облегчённые» подражатели Radiohead «теряли звуковую изобретательность [OK Computer], не говоря уже о поэтическом богатстве». Дэвид Каванаг выражал мнение, что бо́льшая часть так называемого мейнстримового влияния OK Computer на самом деле, вероятно, восходит к балладам из The Bends. По словам Каванага, «популистские альбомы, последовавшие за OK Computer, — Urban Hymns Verve, Good Feeling Travis, Word Gets Around Stereophonics, Life thru a Lens Робби Уильямса — в сущности закрыли дверь, распахнутую изобретательностью и экспериментализмом OK Computer». По мнению Джона Харриса, OK Computer был одним из «мимолётных признаков возможного возвращения британского рока к его изобретательным традициям» на фоне упадка брит-попа. Публицист подытожил, что хотя британский рок стал развиваться «в более консервативном направлении», OK Computer и последующий материал Radiohead дали толчок тенденции, способной заполнить пустоту, оставленную брит-попом.
OK Computer повлёк за собой некоторое оживление интереса к прогрессивному року и амбициозным концептуальным альбомам. Новая волна вдохновлённых прог-роком коллективов называла OK Computer в качестве альбома, вернувшего популярность их жанру. По мнению Брэндона Кёртиса из группы Secret Machines, песни, подобные «Paranoid Android», вдохновляли экспериментаторство и создание авторских песенных структур. Стивен Уилсон из Porcupine Tree заявил: «Я считаю, что слово „амбиции“ перестало быть ругательством. Radiohead были троянским конём в этом отношении. Выходцы из инди-рока выросли незаметно от журналистов и начали создавать свои абсурдно амбициозные и претенциозные — и только выигрывавшие от этого — альбомы».

## Переиздание

### Collector’s Edition
| «Collector's Edition» | «Collector's Edition» |
| Оценки критиков       | Оценки критиков       |
| Источник              | Оценка                |
| --------------------- | --------------------- |
| AllMusic              | [ 217 ]               |
| The A.V. Club         | A                     |
| Paste                 | 100/100               |
| Pitchfork             | [ 220 ]               |
| Rolling Stone         | [ 221 ]               |
| Q                     | [ 222 ]               |
| Uncut                 | [ 223 ]               |

В 2007 году Radiohead расстались с EMI, компанией-учредителем лейбла Parlophone, после провалившихся переговоров о заключении нового контракта. Тем не менее EMI сохранила права на весь материал Radiohead, выпущенный на этом лейбле. В 2008 году EMI переиздала OK Computer на двойном виниле как часть серии «From the Capitol Vaults», наряду с более поздними пластинками Radiohead — Kid A, Amnesiac и Hail to the Thief. По итогам года OK Computer занял десятое место среди самых продаваемых грампластинок, разошедшись тиражом, близким к 10 000 копий. СМИ связывали это переиздание с увеличением спроса на виниловые пластинки и возродившейся популярностью этого формата звукозаписи.
24 марта 2009 года альбом был переиздан во второй раз, одновременно с Pablo Honey и The Bends, и вновь без участия Radiohead. Переиздание было выпущено в двух форматах: «Collector’s Edition» (2 CD) и «Special Collector’s Edition» (2 CD + 1 DVD). Первый диск содержал оригинальный студийный альбом, второй — собрание би-сайдов синглов, студийных сессий и концертных записей, DVD включал коллекцию музыкальных видео и концертных исполнений. Данное переиздание не содержало редкого материала, всё его содержание уже выпускалось ранее.
По словам О’Брайена, EMI не уведомили Radiohead о переиздании материала. Музыкант назвал лейбл «компанией, которая просто пытается вернуть каждый грош из ранее упущенных доходов», подчеркнув, что отдельной художественной ценности новое издание не представляет. Он отметил, что у фанатов уже был доступ ко всему бонусному материалу на YouTube. В СМИ выражалась озабоченность по поводу злоупотребления EMI старыми записями группы. В частности, Ларри Фицморис из журнала Spin обвинил EMI в намерении «издавать и переиздавать дискографию [Radiohead], пока деньги не перестанут поступать», а Райан Домбэл Вил заявил, что «трудно расценивать эти переиздания как что-либо кроме лёгкой наживы для EMI/Capitol — старой медиакомпании, которую бросила её самая передовая группа». Напротив, Дэниел Крепс из Rolling Stone выступил в защиту EMI, написав: «Хотя лейбл легко обвинить в новой эксплуатации всё той же дойной коровы, эти переиздания довольно полные».
Сам переизданный альбом был в целом оценён положительно, хотя мнения критиков разделились в отношении дополнительных материалов. Рецензенты AllMusic, Uncut, Q, Rolling Stone, Paste и PopMatters дали положительную оценку и бонусному материалу, но с оговорками. Скотт Плагенхоф из Pitchfork присудил переизданию высший балл, отмечая, что на него стоит обратить внимание фанатам, у которых ещё нет редких материалов, заявив: «То, что группа не имеет ничего общего с этим переизданием, не имеет значения. Скорее всего, это последнее физическое издание этих записей, хотя бы потому, что переиздание материала The Beatles, возможно, представляет собой конец эры компакт-дисков». Джош Моделл из The A.V. Club отметил достоинства как бонусного диска, так и DVD, подытожив: «Что ещё можно сказать об OK Computer, что не было сказано раньше? Это действительно идеальный синтез внешне противоречивых импульсов Radiohead».

### OKNOTOK 1997 2017
| OK Computer OKNOTOK 1997 2017 | OK Computer OKNOTOK 1997 2017 |
| Совокупная оценка             | Совокупная оценка             |
| Источник                      | Оценка                        |
| ----------------------------- | ----------------------------- |
| Metacritic                    | 100/100                       |
| Оценки критиков               |                               |
| Источник                      | Оценка                        |
| Consequence of Sound          | A+                            |
| Drowned in Sound              | [ 236 ]                       |
| The Guardian                  | [ 237 ]                       |
| Pitchfork                     | [ 238 ]                       |
| Rolling Stone                 | [ 239 ]                       |

Переиздание содержит ремастированную версию оригинального альбома, а также восемь би-сайдов и три ранее неиздававшихся трека: «I Promise», «Man of War» и «Lift». Бокс-сет включает в себя переиздание на виниле, книгу с иллюстрациями (твёрдая обложка), книгу с заметками Йорка, а также книгу с эскизами Йорка и создателя обложки Стэнли Донвуда. Помимо этого, бокс-сет включает аудиокассету с демонстрационными и сессионными записями, включая аудио-эксперименты, две ранее неиздававшиеся песни «Attention» и «Are You Someone?», а также ранние версии треков «The National Anthem», «Motion Picture Soundtrack» и «Nude», выпущенных в более поздних альбомах.
В преддверии анонса переиздания — 2 мая 2017 года — запустили промо-кампанию релиза, опубликовав постеры (в некоторых мегаполисах мира) с «загадочным» сообщением и датами 1997 и 2017, а также тизерное видео с изображением «глючной» компьютерной графики и текстом из песни «Climbing Up the Walls».
23 июня 2017 года было выпущено цифровое издание альбома, а также его версия на компакт-дисках, в июле состоялся релиз бокс-сета. В тот же период группа опубликовала цифровые версии синглов «I Promise» (2 июня) и «Man of War» (22 июня), доступные для скачивания тем, кто оформил предварительный заказ на OKNOTOK, с сопутствующими музыкальными видео.
Альбом возглавил британские чарты в первую неделю релиза, чему сопутствовало выступление Radiohead на фестивале Гластонбери в качестве хедлайнеров. 11 июля Radiohead выпустили «анбоксинг» видео для специального издания OKNOTOK (бокс-сет). В видео фигурирует Чифтан Мьюс (англ. Chieftan Mews), персонаж придуманный музыкантами группы, который появляется в веб-трансляциях и рекламных материалах, демонстрируя содержание специального издания. 12 сентября последовал релиз музыкального клипа на песню «Lift».
Переиздание было высоко оценено музыкальными критиками, так, обозреватель журнала Record Collector Джейми Эткинс, похвалил новые песни и дополнительные материалы бокс-сета. Он особенно отмечал демоверсию песни «Motion Picture Soundtrack», написав: «Это одно из [лучших] выступлений в карьере [Йорка]. Вначале он звучит абсолютно ранимым, после чего — как бы упиваясь теми местами, где его голос способен вознести песню, — в конце он становится чем-то совершенно буйным».

### MiniDiscs (Hacked)
| Оценки критиков     | Оценки критиков |
| Источник            | Оценка          |
| ------------------- | --------------- |
| The Guardian        | [ 248 ]         |
| The Daily Telegraph | [ 249 ]         |

Материалом для сборника послужили записи взятые из мини-дисков принадлежащих Тому Йорку. Их вообще не планировали выпускать, хотя некоторые из них ранее уже фигурировали в переиздании третьего альбома группы — OK Computer OKNOTOK 1997 2017. Предположительно, записи были украдены во время подготовки архивного материала к переизданию.
5 июня 2019 года записи были выложены в интернет коллекционером, который утверждал, что обменял их на неизданный материал The Beatles. Согласно противоречивым сообщениям, вор потребовал от Radiohead выкуп в размере 150 000 долларов за возвращение материала; впоследствии выяснилось, что он запрашивал эту сумма за продажу материала любому желающему. В итоге, вор выложил их в сеть бесплатно, после того, как эта новость появилась на сайте Reddit. 11 июня Radiohead сделал записи доступными для прослушивания и покупки на сайте Bandcamp — сроком на 18 дней, причём все вырученные средства поступали в фонд общественной организации Extinction Rebellion.
Сборник получил в целом положительные отзывы от прессы. Так, рецензент портала Pitchfork писал, что MiniDiscs [Hacked] не «создан для идеального прослушивания» и будет представлять интерес «только для самых несгибаемых поклонников Radiohead». Сборник содержит «несколько моментов блеска (и странности)», включая акустические песни Йорка, расширенную версию «Paranoid Android» и альтернативную версию «Lift», которая «могла бы возглавить чарты». Тем не менее обозреватель The Guardian посчитал, что сборник имеет достоинства «даже для менее занудных фанатов коллектива», отметив, что это «бесконечно интересная хроника группы, изобретающей мейнстрим, при этом отвергая его … [сборник демонстрирует] внутренний рабочий процесс над записью, которую многие считают величайшим альбомом 1990-х, наглядно показывая, как группа двигаясь бок о бок, в итоге свернула в сторону от нахального брит-попа, который её окружал» .

## Список композиций
Слова и музыка всех песен — Том Йорк, Джонни Гринвуд, Эд О’Брайен, Колин Гринвуд и Фил Селуэй.
| №                   | Название                      | Длительность |
| ------------------- | ----------------------------- | ------------ |
| 1.                  | «Airbag»                      | 4:44         |
| 2.                  | «Paranoid Android»            | 6:23         |
| 3.                  | «Subterranean Homesick Alien» | 4:27         |
| 4.                  | «Exit Music (For a Film)»     | 4:24         |
| 5.                  | «Let Down»                    | 4:59         |
| 6.                  | «Karma Police»                | 4:21         |
| 7.                  | «Fitter Happier»              | 1:57         |
| 8.                  | «Electioneering»              | 3:50         |
| 9.                  | «Climbing Up the Walls»       | 4:45         |
| 10.                 | «No Surprises»                | 3:48         |
| 11.                 | «Lucky»                       | 4:19         |
| 12.                 | «The Tourist»                 | 5:27         |
| Общая длительность: | Общая длительность:           | 53:21        |

## Участники записи
| - Том Йорк — вокал, гитара, фортепиано, лэптоп - Джонни Гринвуд — гитара, клавишные, фортепиано, орган, ксилофон, струнные - Эд О'Брайен — гитара, перкуссия, бэк-вокал - Колин Гринвуд — бас-гитара, клавишные, перкуссия - Фил Селуэй — ударные, перкуссия | Дополнительный персонал - Крис Блэр — мастеринг - Найджел Годрич — продюсирование, инжиниринг - Стэнли Донвуд — иллюстрирование - Ник Ингман — дирижёр (струнные инструменты) - Джим Уоррен — инжиниринг |

## Чарты и сертификация
| Чарт (1997)        | Высшая позиция |
| ------------------ | -------------- |
| Австралия          | 7              |
| Австрия            | 17             |
| Бельгия (Валлония) | 3              |
| Бельгия (Фландрия) | 1              |
| Великобритания     | 1              |
| Германия           | 27             |
| Испания            | 42             |
| Канада             | 2              |
| Нидерланды         | 2              |
| Новая Зеландия     | 1              |
| США                | 21             |
| Франция            | 3              |
| Швеция             | 3              |
| Швейцария          | 40             |

| 1997                                      | «Paranoid Android» | 3 | —  | —  | 29 | 53 | 61 |
| 1997                                      | «Let Down»         | — | 29 | —  | —  | —  | —  |
| 1997                                      | «Karma Police»     | 8 | 14 | 32 | —  | —  | 50 |
| 1998                                      | «No Surprises»     | 4 | —  | 23 | 47 | —  | 58 |
| «—» означает, что сингл не попал в чарты. |                    |   |    |    |    |    |    |

| Австралия | Платиновый    | 70 000^    |
| Аргентина | Платиновый    | 60 000x    |
| Бельгия | Платиновый    | 50 000*    |
| Великобритания | 5× Платиновый | 1,531,878  |
| Италия | Золотой       | 50 000*    |
| Испания | Золотой       | 50 000^    |
| Канада | 3× Платиновый | 300 000^   |
| Новая Зеландия | Платиновый    | 15 000^    |
| Норвегия | Золотой       | 25 000*    |
| США | 2× Платиновый | 2 000 000^ |
| Франция | 3× Золотой    | 268,900    |
| Швеция | Золотой       | 40 000^    |
| Швейцария | Золотой       | 25 000x    |
| Япония | Золотой       | 100 000^   |
| Европа (общее) | 3× Платиновый | 3 000 000* |
| * данные о продажах основаны только на сертификации ^ данные о партиях основаны только на сертификации x неустановленные продажи основаны только на сертификации |               |            |